# Ариас, Брайан
Брайан Диаз Ариас (род. Понсе) — американский танцовщик, хореограф и постановщик пуэрто-риканского происхождения.
Вместе с семьёй Брайан в возрасте 9 лет переехал в Нью-Йорк, где он окончил Высшую школу музыки, изобразительного искусства и исполнительских искусств им. Фьорелло Ла Гуардии.
Карьеру танцовщика Брайан начал в Театре Танца Северной Каролины.

## Танцовщик
В разные годы Брайан был танцовщиком ряда известных трупп, в том числе:
- Театр Танца Северной Каролины
- Современный балет Комплешнс[англ.]
- Нидерландский театр танца[англ.]
- Kidd Pivot[англ.]

С ним работали такие хореографы как Иржи Килиан, Охад Нахарин и Кристал Пайт.

## Хореограф и постановщик
В качестве хореографа Брайан поставил номера и пьесы для многих трупп и сцен, в том числе:
- Джульярдская школа
- Нидерландский театр танца
- Гессенский государственный балет[нем.]
- Шотландский балет
- Люцернский театр танца[нем.]
- Базельский театр
- труппа Пола Тейлора[англ.]
- Балет Шарлотт[англ.]
- Балет Аспена и Санта-Фе[англ.]
- Труппа Джины Гибни[англ.]

## ARIAS Company
В 2013 г. Брайан основал труппу ARIAS Company, для которой является постановщиком.

Первая постановка — «Там, где расцветает что-то» (англ. A place where something flourishes) — была представлена в Нью-Йорке.

Второй спектакль под названием «Довольно милая вещь» (англ. A rather lovely thing) был поставлен в 2016 году специально для показа на одном из старейших танцевальных фестивалей США Jacobs Pillow Dance Festival. Спектакль получил положительные отзывы критиков, в частности The Boston Globe писала, что спектакль является «сладко причудливой, красиво эффектной работой», «порой довольно абсурдным, чудесным образом», а его подход «похож на волшебную смесь в фильмах Уэса Андерсона: трюковость пронизывает искренность, а острота светится человечеством»..

## В России
В 2020 году Брайан со спектаклем «Девятый вал» на музыку Глинки и Римского-Корсакова, поставленным на мотивы живописи Айвазовского, входит в премьерную программу открытия нового балетного сезона Большого театра.

## Признание
- 2013 — победитель VI Копенгагенского международного конкурса хореографов — за хореографический номер «Без предупреждения» (англ. Without Notice)[5]
- 2017 — хореографическая стипендия американского фонда княгини Грейс Келли[6]
- 2019 — стипендия Джейкобс-Пиллоу[7]